# Polska Misja Pastoralna Matki Boskiej Częstochowskiej w Pompano Beach
Polska Misja Pastoralna Matki Boskiej Częstochowskiej w Pompano Beach (ang. The Polish Pastoral Mission of Our Lady of Czestochowa) – parafia rzymskokatolicka położona w Pompano Beach, Floryda, Stany Zjednoczone.
Jest ona misją rzymskokatolicką dla polaków przebywających na Florydzie, na stałe lub czasowo, prowadzoną przez Towarzystwo Chrystusowe dla Polonii Zagranicznej.
Nazwa parafii jest związana z kultem Matki Boskiej Częstochowskiej.

## Historia
3 grudnia 1996 roku został zakupiony kościół w Pompano Beach od protestantów o nazwie First Church of Christ Scientist.

Pierwszą mszą św. w nowo zakupionym kościele była Pasterka w 1996 roku.

Po zakupie kościoła, dekretem z dnia 3 lutego 1997 roku, Arcybiskup John Clement Favarola, ordynariusz Archidiecezji Miami, podniósł polski Apostolat do rangi Misji, dlatego pełny tytuł brzmi: The Polish Pastoral Mission of Our Lady of Czestochowa.
Kościół pod wezwaniem Matki Boskiej Częstochowskiej został konsekrowany 19 października 1997 r. przez arcybiskupa Johna Clemensa Favarolę, przy udziale licznie zgromadzonej Polonii i zaproszonych gości.
Od września 1997 roku rozpoczęła swą działalność Sobotnia Szkoła Polska dla dzieci, imienia Św. Jadwigi Królowej Polski, przy Misji Matki Boskiej Częstochowskiej.
W 2001 roku został zakupiony dom naprzeciw kościoła, który został zaadaptowany na plebanię. Przy parafii powstała także biblioteka, gdzie obecnie jest bogaty księgozbiór, a salka służy do spotkań i nauczania dzieci w Sobotniej Szkole Polskiej.

## Szkoły
- Sobotnia Szkoła Polska imienia św. Jadwigi królowej Polski